# Texas-Schlankblindschlange
Die Texas-Schlankblindschlange (Rena dulcis, Syn.: Leptotyphlops dulcis) ist eine Schlangenart aus der Familie der Schlankblindschlangen (Leptotyphlopidae), die in den südwestlichen Vereinigten Staaten und in Nord-Mexiko vorkommt. Momentan werden drei Unterarten anerkannt. Die Nominatform wird hier beschrieben.

## Namen
Der Wissenschaftliche Name ist aus griechischen und lateinischen Komponenten gebildet. „Leptotyphlops“ besteht aus dem griechischen Leptos (λεπτός) „dünn“ und tyflops (τυφλός) “blind” und ṓps (ὤψ) “Auge”, während der Artname „dulcis“ die lateinische Bezeichnung für „süß“ ist. Umgangssprachliche Namen sind „burrowing snake“, „eastern worm snake“, „plains blind snake“, „Texas blind snake“, „Texas Rena“ (nach einem veralteten Wissenschaftlichen Namen), „Texas slender blind snake“, „Texas threadsnake“, „Texas worm snake“, „worm snake“.

## Merkmale
Texas-Schlankblindschlangen sehen auf den ersten Blick aus wie glänzende Ringelwürmer, sind jedoch nicht segmentiert. Ausgewachsene Tiere erreichen maximal 27 cm Länge, inklusive des Schwanzes und einen Durchmesser von bis zu 5 mm. Sie sind dunkel braunrot (puce) mit dunkel schimmernden Schuppen. Die Augen sind nicht mehr als zwei dunkle Punkte unter den Kopfschuppen. Das Maul ist klein und unterständig.
Sie haben 14 Schuppenreihen am Vorderkörper, 12 Reihen am Bauch und 10 Schuppenreihen auf dem Schwanz mit einer Gesamtanzahl von 199 bis 255 Schuppen in der Rückenmitte. Die Analschuppe ist ungeteilt. Die Art unterscheidet sich von der nah verwandten Mexikanischen Schlankblindschlange (Rena humilis) durch die Anzahl der Schuppen zwischen den Augen (eine Praefrontale und zwei Supraoculare, vs. R. humilis mit nur einer Schuppe). Die Texas-Schlankblindschlange hat keine Zähne im Oberkiefer, nur die vorderen Hälfte des Unterkiefers ist bezahnt. (Cochran, 1991; Ernst and Ernst, 2003).

## Verhalten
Die Blindschlangen leben die meiste Zeit eingegraben in losem Erdreich, beziehungsweise in Gängen von Ameisen- und Termitenbauten. Sie kommen nur nachts an die Oberfläche, oder, wenn ihr Lebensraum überflutet wird. Sie werden daher oft nach Regenfällen beobachtet und mit Würmern verwechselt. Wenn sie gefangen werden, fangen sie an heftig schlängeln und sich mit Darmsekret zu verschmieren. Außerdem stoßen sie die Schwanzspitze gegen den Angreifer. Das Maul ist zu klein, um zu beißen.
Sie nutzen vor allem Pheromone zur Kommunikation, aber auch zum Schutz vor Fressfeinden und vor ihren Beutetieren, den Wanderameisen.
Zu den Fressfeinden gehören neben kleinen Raubsäugetrieren auch Hundertfüßer und man hat beobachtet, dass die Ost-Kreischeule lebende Exemplare in ihre Nester tragen, wo sie die Schlangen als Putzhilfe gegen Parasiten absetzen.

### Ernährung
Die Nahrung von L. dulcis besteht hauptsächlich aus Termiten und Ameisen, sowie deren Larven.

## Unterarten
| Subspecies      | Beschreiber            | Umgangssprachlicher Namen |
| --------------- | ---------------------- | ------------------------- |
| R. d. dissectus | (Cope, 1896)           | New Mexico blind snake    |
| R. d. dulcis    | (Baird & Girard, 1853) | Plains blind snake        |
| RL. d. myopicus | (Garman, 1884)         |                           |

## Verbreitung
Die Texas-Schlankblindschlange ist in den südwestlichen Vereinigten Staaten und in Nord-Mexiko verbreitet. In den USA gibt es Populationen im Südwesten von Kansas, in West-Oklahoma mit dem Panhandle, Zentral- & Süd-Texas, New Mexico und dem südöstlichen Arizona. In Mexico erstreckt sich das Verbreitungsgebiet über Chihuahua, Coahuila, Tamaulipas, Nuevo León, San Luis Potosí, Veracruz, Querétaro, Hidalgo und Puebla. Die Typlokalität liegt „zwischen San Pedro und Camanche Springs, Texas.“

## Schutz
Es ist aufgrund der unterirdischen Lebensweise kaum möglich einzuschätzen, wie groß die Population in der Natur ist. Es ist jedoch bekannt, dass die Art durch die Invasion der Roten Feuerameise stark beeinträchtigt wird.